# Ugljan
Den här artikeln handlar om ön Ugljan. För staden Ugljan, se Ugljan (stad).
Ugljan (italienska: Ugliano) är en ö i Kroatien. Ön ligger i Adriatiska havet strax utanför Zadar på fastlandet och tillhör Zadars län. Tillsammans med flera andra öar och holmar ingår ön i Zadars skärgård.
Ugljan har 7 583 invånare och en yta på 51,05 km2. Ugljan är Kroatiens fjortonde största ö och är en av de mer tätbefolkade öarna i den kroatiska ö-världen.

## Historia
Ön nämns första gången under sitt nuvarande namn år 1325.

## Orter
- Preko
- Poljana
- Sutomišćica
- Lukoran
- Ugljan
- Kali
- Kukljica

## Transport och kommunikationer
Ugljan går att nå från Zadar med färja eller båt. Färjorna anlägger i orten Preko. I sydöst finns broförbindelse till grannön Pašman.